# Transparente, elektrisch leitfähige Oxide
Transparente, elektrisch leitfähige Oxide (englisch transparent conducting oxides, TCO) sind spezielle elektrisch leitfähige Materialien mit einer vergleichsweise geringen Absorption von elektromagnetischen Wellen im Bereich des sichtbaren Lichts. Sie werden in Form von dünnen Schichten in optoelektronischen Geräten wie Flachbildschirmen oder  Solarzellen eingesetzt.

## Verwendung
Schichten aus Oxiden mit diesen Eigenschaften werden z. B. für die Herstellung transparenter Elektroden in Flüssigkristallbildschirmen, organischen Leuchtdioden, Touchscreens und einigen Bauformen des Magischen Auges eingesetzt. Auch in schaltbaren Verglasungen oder Dünnschicht-Solarzellen sowie in der Photovoltaik und der Displaytechnik, in der Beleuchtungstechnik, in der Automobiltechnik und der Architekturverglasung finden sie Verwendung.
Hergestellt werden TCO-Schichten mit Beschichtungsverfahren der Dünnschichttechnologie, beispielsweise thermisches Verdampfen oder bestimmte Verfahren der chemischen Gasphasenabscheidung.

## Arten
Zu den transparenten leitfähigen Oxiden gehören
- antimondotiertes Zinnoxid (engl. antimony doped tin oxide, ATO),
- Indiumzinnoxid (engl. indium tin oxide, ITO),
- fluordotiertes Zinnoxid (engl. fluorine doped tin oxide, FTO, SnO2:F) und
- aluminiumdotiertes Zinkoxid (engl. aluminium doped zinc oxide, AZO, ZnO:Al)